# Soudan
Pour les articles homonymes, voir Soudan (homonymie).
Ne doit pas être confondu avec la région géographique du Soudan, d'où le nom est tiré, et qui a aussi donné son nom au Soudan français qui est devenu la république soudanaise, actuel Mali.
« Soudanais » redirige ici. Pour la race de chevaux, voir Soudanais (cheval).
République du Soudan
(ar) جمهورية السودان 
(en) Republic of the Sudan 
Le Soudan (prononcé en français : /sudɑ̃/ ; en arabe : السودان as-Sūdān), en forme longue la république du Soudan (جمهورية السودان Jumhūrīyat as-Sūdān), est un pays d'Afrique du Nord-Est.
Le Soudan est bordé par la Libye au nord-ouest, l’Égypte au nord, la mer Rouge à l'est-nord-est, l'Érythrée à l'est, l'Éthiopie à l'est-sud-est, le Soudan du Sud au sud, la République centrafricaine au sud-ouest et le Tchad à l'ouest. Les langues officielles du pays sont l’arabe et l'anglais depuis 2005.
Sa plus grande ville est Omdourman et sa capitale de jure est Khartoum. Sa capitale de facto est Port-Soudan, où ont été relocalisées les institutions depuis le début de la quatrième guerre civile soudanaise en 2023.
Son histoire a connu le royaume de Kerma (vers 2500-1500 av. J.-C.), le Nouvel Empire égyptien (vers 1500 -1070 av. J.-C.) et le royaume de Koush (vers 785 -350 apr. J.-C.). Après la chute de Koush, les Nubiens ont formé les trois royaumes chrétiens de Nobatia, Makuria et Alodia. Entre le XIVe et le  XVe siècle, la majeure partie du Soudan a été progressivement colonisée par des nomades arabes. Du XVIe  au XIXe siècle, le centre et l'est du Soudan sont dominés par le sultanat de Sennar, tandis que le Darfour gouverne l'ouest et les Ottomans l'est. Après les années 1820, sous la domination turco-égyptienne du Soudan , la pratique du commerce des esclaves s'est ancrée dans un axe nord-sud. À partir du XIXe siècle, l'ensemble du Soudan a été conquis par les Égyptiens sous la dynastie de Méhémet Ali. La ferveur religieuse et nationaliste se traduit par le soulèvement mahdiste, au cours duquel les forces mahdistes sont finalement vaincues par une force militaire conjointe égypto-britannique. 
En 1899, sous la pression britannique, l'Égypte accepte de partager la souveraineté sur le Soudan avec le Royaume-Uni dans le cadre d'un condominium. La révolution égyptienne de 1952 renverse la monarchie et exige le retrait des forces britanniques de l'ensemble de l'Égypte et du Soudan. Muhammad Naguib, l'un des deux co-leaders de la révolution et premier président de l'Égypte fait de l'indépendance du Soudan une priorité du gouvernement révolutionnaire. L'année suivante, sous la pression égyptienne et soudanaise, le Royaume-Uni a accédé à la demande de l'Égypte, qui souhaitait que les deux gouvernements mettent fin à leur souveraineté partagée sur le Soudan et lui accordent l'indépendance. Le 1er janvier 1956, le Soudan est déclaré État indépendant.
Après l'indépendance du Soudan, le régime de Gaafar Nimeiry devient islamiste, ce qui exacerbe le clivage entre le Nord islamique, siège du gouvernement, et les animistes et chrétiens du Sud. Les différences de langue, de religion et de pouvoir politique  débouchent sur une guerre civile entre les forces gouvernementales, influencées par le Front national islamique (FNI), et les rebelles du sud, dont la faction la plus influente est l'Armée populaire de libération du Soudan (APLS), qui aboutit à l'indépendance du Soudan du Sud en 2011. Entre 1989 et 2019, une dictature militaire de 30 ans dirigée par Omar el-Bechir a gouverné le Soudan commettant des violations généralisées des droits de l'homme. Des manifestations ont éclaté en 2018, exigeant la démission de M. Bechir, ce qui a entraîné un coup d'État le 11 avril 2019 et son emprisonnement.
L'Islam est la religion d'État du Soudan et les lois islamiques ont été appliquées de 1983 à 2020, date à laquelle le pays est devenu un État laïque. Le Soudan est l'un des pays les moins développés du monde, se classant au 172e rang de l'indice de développement humain en 2022. Son économie repose en grande partie sur l'agriculture. La grande majorité du Soudan est aride et plus de 35 % de sa population vit sous le seuil de pauvreté. Le Soudan est membre des Nations unies, de la Ligue arabe, de l'Union africaine, du COMESA, du Mouvement des non-alignés et de l'Organisation de la coopération islamique.

## Étymologie
Le nom du pays, Soudan, est un nom donné historiquement à la grande région sahélienne d'Afrique de l'Ouest située immédiatement à l'ouest de l'actuel Soudan. Historiquement, le Soudan désignait à la fois la région géographique, qui s'étend du Sénégal sur la côte atlantique jusqu'au nord-est de l'Afrique, et le Soudan moderne.
Son nom est issu de l'arabe balad as-sūdaan, (بلاد السودان) qui signifie littéralement « pays (balad) des Noirs » (sūdaan, ce terme étant le pluriel d'aswad) ; cette expression désigne le Soudan, une région d'Afrique plus grande dont fait partie l'Ouest du pays.
Il fait partie de plusieurs toponymes partageant des étymologies similaires, en référence à la peau très foncée des habitants originaux. Auparavant, le Soudan était connu sous le nom de Nubie et Ta Nehesi ou Ta Seti par les anciens Égyptiens, en référence aux archers nubiens et medjaÿ ou aux « hommes à l'arc ».

## Histoire

### Soudan préhistorique (avant 8000av. J.-C.)
Au VIIIe millénaire av. J.-C., les hommes de la culture néolithique se sont installés dans des villages fortifiés en briques crues, où ils complétaient la chasse et la pêche sur le Nil par la collecte de céréales et l'élevage de bétail. Les peuples néolithiques ont créé des cimetières R12. Au cours du Ve millénaire av. J.-C., les migrations en provenance du Sahara en voie d'assèchement ont mené les peuples néolithiques dans la vallée du Nil, en même temps que l'agriculture.
La population issue de ce mélange culturel et génétique a développé une hiérarchie sociale au cours des siècles suivants menant à la création en 1700 av. J.-C. du royaume de Koush (avec comme capitale Kerma). Les recherches anthropologiques et archéologiques indiquent qu'au cours de la période prédynastique, la Nubie et la Haute-Égypte de Nagadan étaient ethniquement et culturellement presque identiques, et qu'elles ont donc développé simultanément des systèmes de royauté pharaonique vers 3300 av. J.-C..

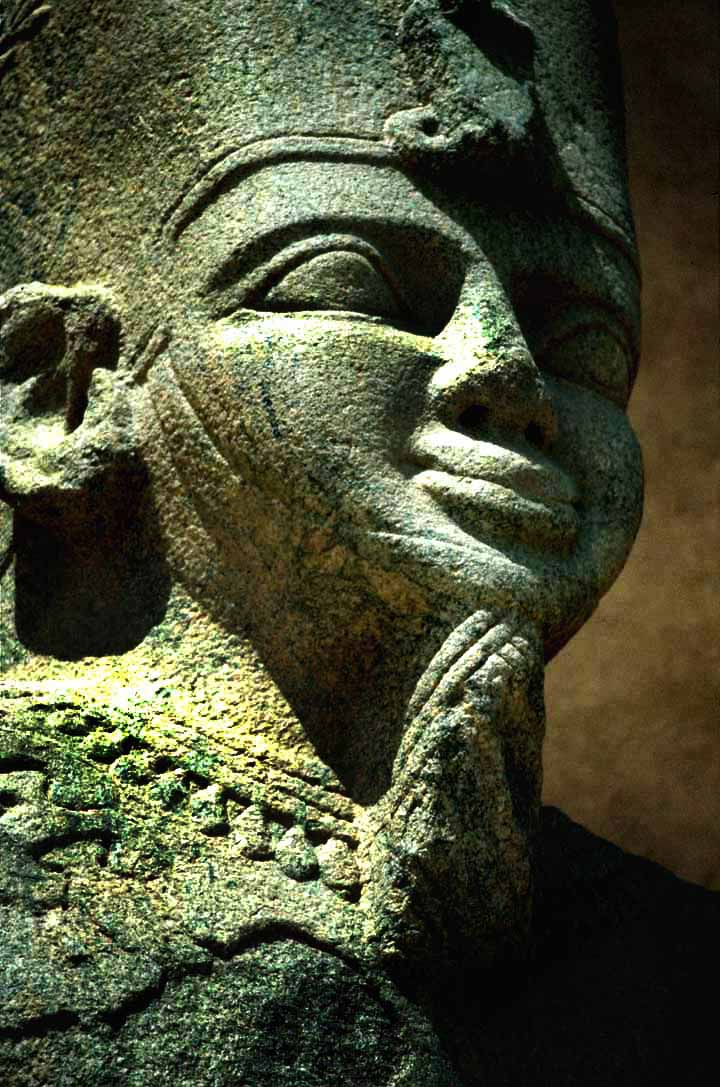
Statue d'un roi nubien (Soudan).
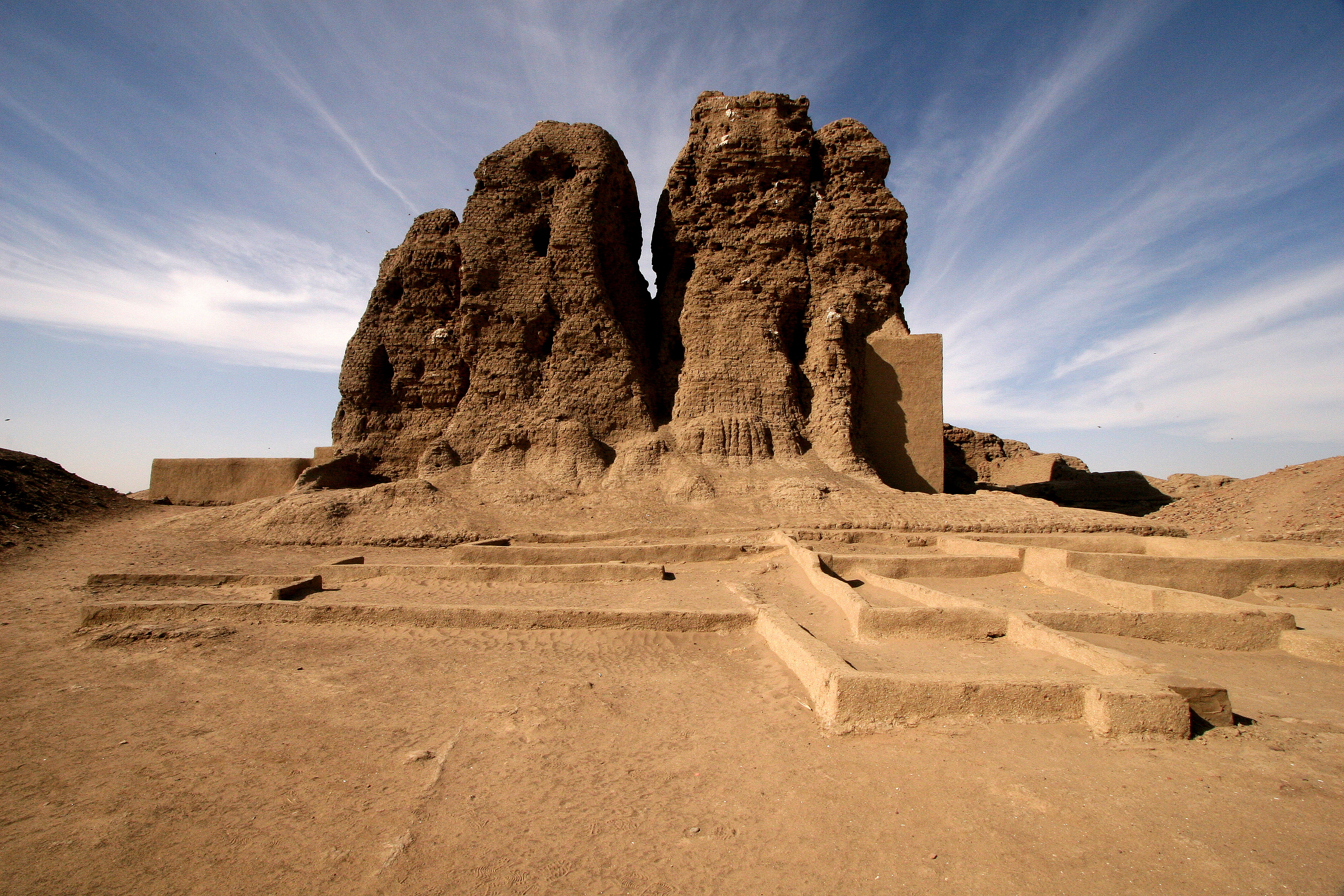
Le grand temple en brique crue, connu sous le nom de Deffufa occidentale, dans l'ancienne ville de Kerma.
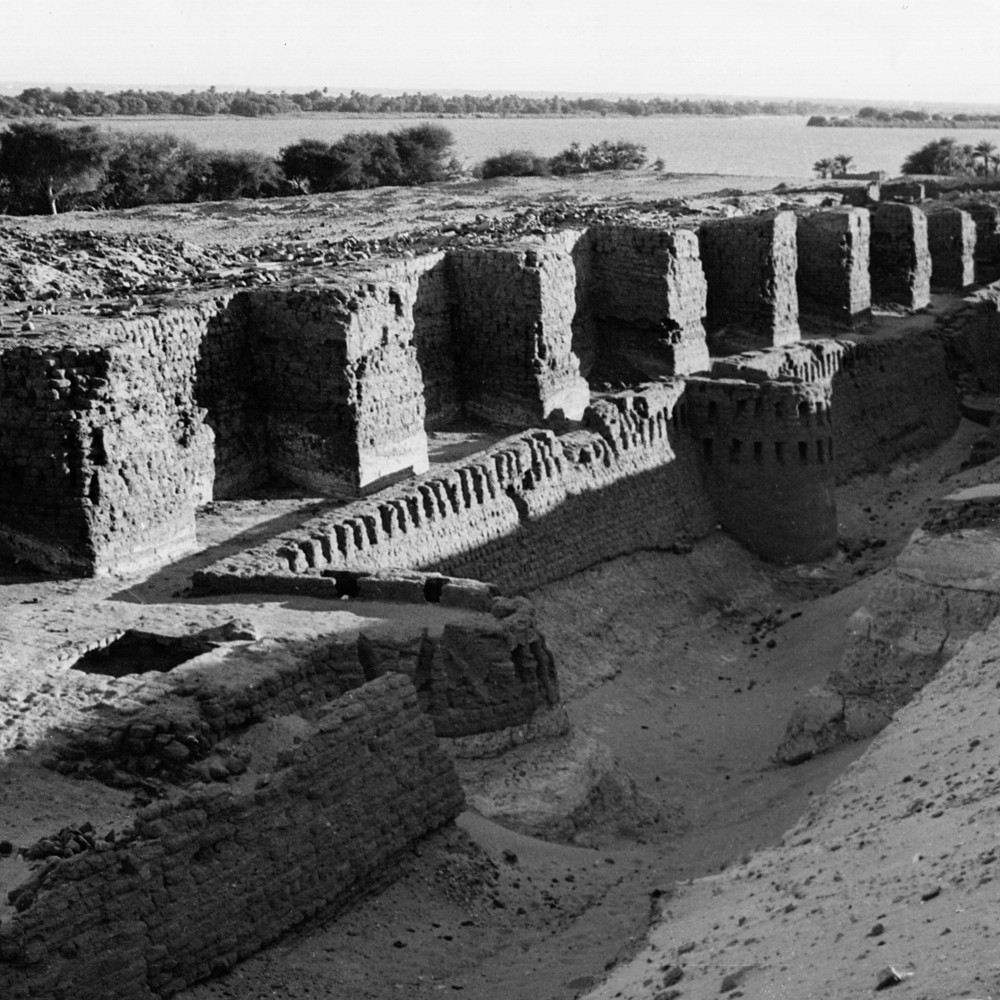
Forteresse de Buhen, du Moyen Empire, reconstruite sous le Nouvel Empire (environ 1200 av. J.-C.).

### Royaume de Koush (v. 1070av. J.-C.- 350apr. J.-C.)
Le royaume de Koush est un ancien État nubien centré sur les confluents du Nil Bleu et du Nil Blanc, ainsi que de la rivière Atbarah et du Nil. Il a été établi après l'effondrement de l'âge du bronze et la désintégration du Nouvel Empire d'Égypte, centré à Napata dans sa phase initiale.
Après l'invasion de l'Égypte par le roi Kachta (« le Koushite ») au VIIIe siècle av. J.-C., les rois koushites règnent en tant que pharaons de la XXVe dynastie égyptienne pendant près d'un siècle avant d'être vaincus et chassés par les Assyriens. Au sommet de leur gloire, les Koushites conquièrent un empire qui s'étend de l'actuel Kordofan du Sud jusqu'au Sinaï. Le pharaon Piyé tente d'étendre l'empire au Proche-Orient, mais il est contrecarré par le roi assyrien Sargon II.
Entre 800 av. J.-C. et 100 apr. J.-C., les pyramides nubiennes ont été construites, parmi lesquelles on peut citer El-Kourrou, Piye, Tanoutamon, Shabaka, les pyramides du djebel Barkal, les pyramides de Méroé (Begarawiyah), les pyramides de Sedeinga et les pyramides de Nuri.
Le royaume de Koush est mentionné dans la Bible comme ayant sauvé les Israélites de la colère des Assyriens. La guerre qui eut lieu entre le pharaon Taharqa et le roi assyrien Sennachérib fut un événement décisif dans l'histoire occidentale, les Nubiens ayant été vaincus dans leurs tentatives de prendre pied au Proche-Orient par l'Assyrie. Le successeur de Sennachérib, Assarhaddon a envahi l'Égypte pour assurer son contrôle sur le Levant. Il réussit à expulser Taharqa de Basse-Égypte qui s'enfuit en Haute-Égypte et en Nubie où il mourut deux ans plus tard. La Basse-Égypte passe sous vassalité assyrienne. Le roi Tantamani, successeur de Taharqa, tente de reprendre la Basse-Égypte au vassal assyrien Néchao Ier. Il parvient à reprendre Memphis en tuant Néchao et assiège les villes du delta du Nil. Ashurbanipal, qui a succédé à Esarhaddon, envoie une grande armée en Égypte pour en reprendre le contrôle. Il met en déroute Tantamani près de Memphis et, le poursuivant, saccage Thèbes. Bien que les Assyriens aient immédiatement quitté la Haute-Égypte après ces événements, affaiblie, Thèbes se soumet pacifiquement au fils de Néchao, Psammétique Ier, moins d'une décennie plus tard. Cela mit fin à tous les espoirs de renaissance de l'empire nubien, qui se poursuivit plutôt sous la forme d'un royaume plus petit centré sur Napata. La ville subit un raid égyptien vers 590 av. J.-C. et, peu après, à la fin du IIIe siècle av. J.-C., les Koushites s'installent à Méroé,,.

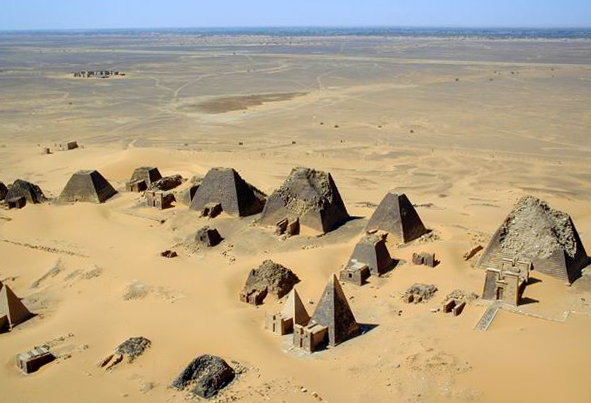
Pyramides nubiennes à Méroé.
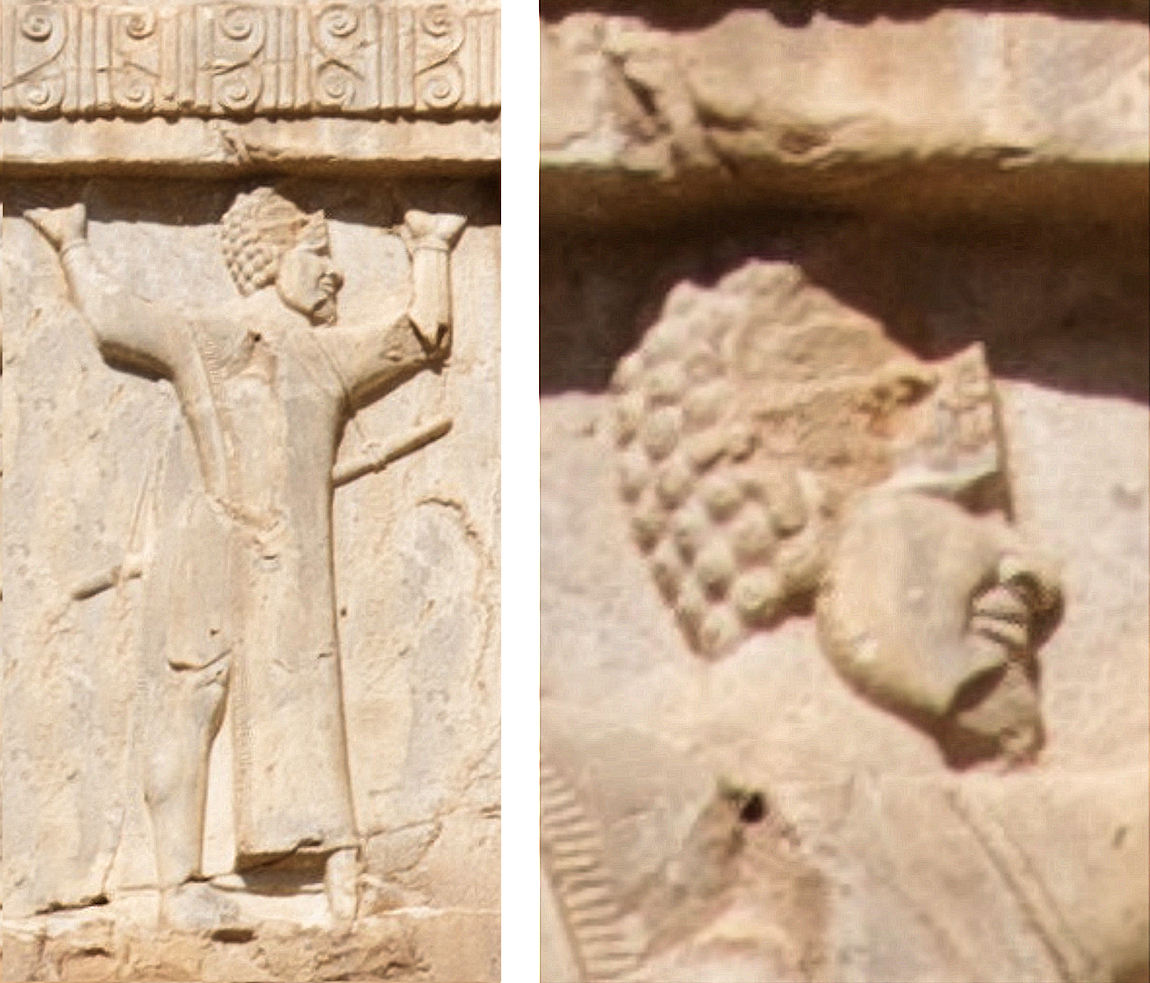
Soldat Kušiya de l'armée achéménide, vers 480 av. J.-C. Relief de la tombe de Xerxès Ier.

### Royaumes nubiens chrétiens médiévaux (vers 350-1500)

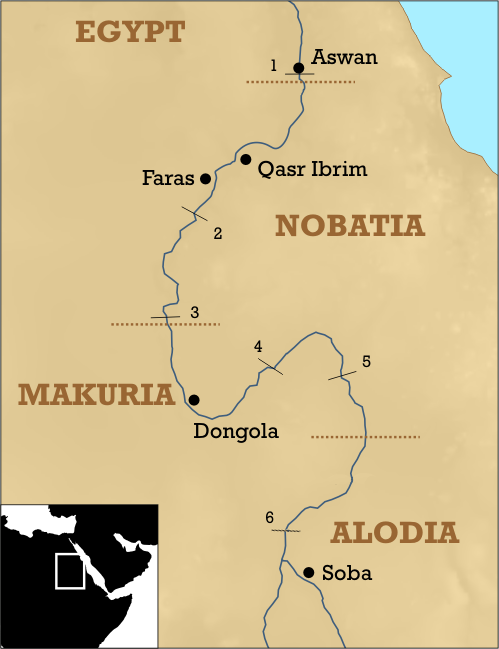
Les trois royaumes chrétiens de Nubie. La frontière septentrionale d'Alodia n'est pas claire, mais il est possible qu'elle ait été située plus au nord, entre la quatrième et la cinquième cataracte du Nil..

Au tournant du Ve siècle, les Blemmyes établissent un État éphémère en Haute-Égypte et en Basse-Nubie, probablement centré autour de  Talmis (Kalabsha), mais avant l'an 450, ils sont chassés de la vallée du Nil par les Nobatiens qui fondent leur propre royaume, Nobatia. Au VIe siècle , il existe trois royaumes nubiens : Nobatie, au nord, dont la capitale est  Pachoras (Faras) ; le royaume central, Makuria, centré sur  Tungul (Old Dongola), à environ 13 km au sud de l'actuelle Dongola et Alodia, au cœur de l'ancien royaume koushite, dont la capitale est Soba (aujourd'hui une banlieue de  Khartoum). Au VIIe siècle, probablement entre 628 et 642, Nobatie est incorporée à Makuria .
Entre 639 et 641, les Arabes musulmans du califat de Rashidun conquièrent l'Égypte byzantine. En 641 ou 642, puis en 652, ils envahissent la Nubie mais sont repoussés. Par la suite, le roi de Makoura et les Arabes conviennent d'un pacte de non-agression, reconnaissant ainsi l'indépendance de la Makoura . Les Arabes ne parvenant pas à conquérir la Nubie, ils s'installent à l'est du Nil, où ils fondent plusieurs villes portuaires et se fondent avec les Bedja locaux .

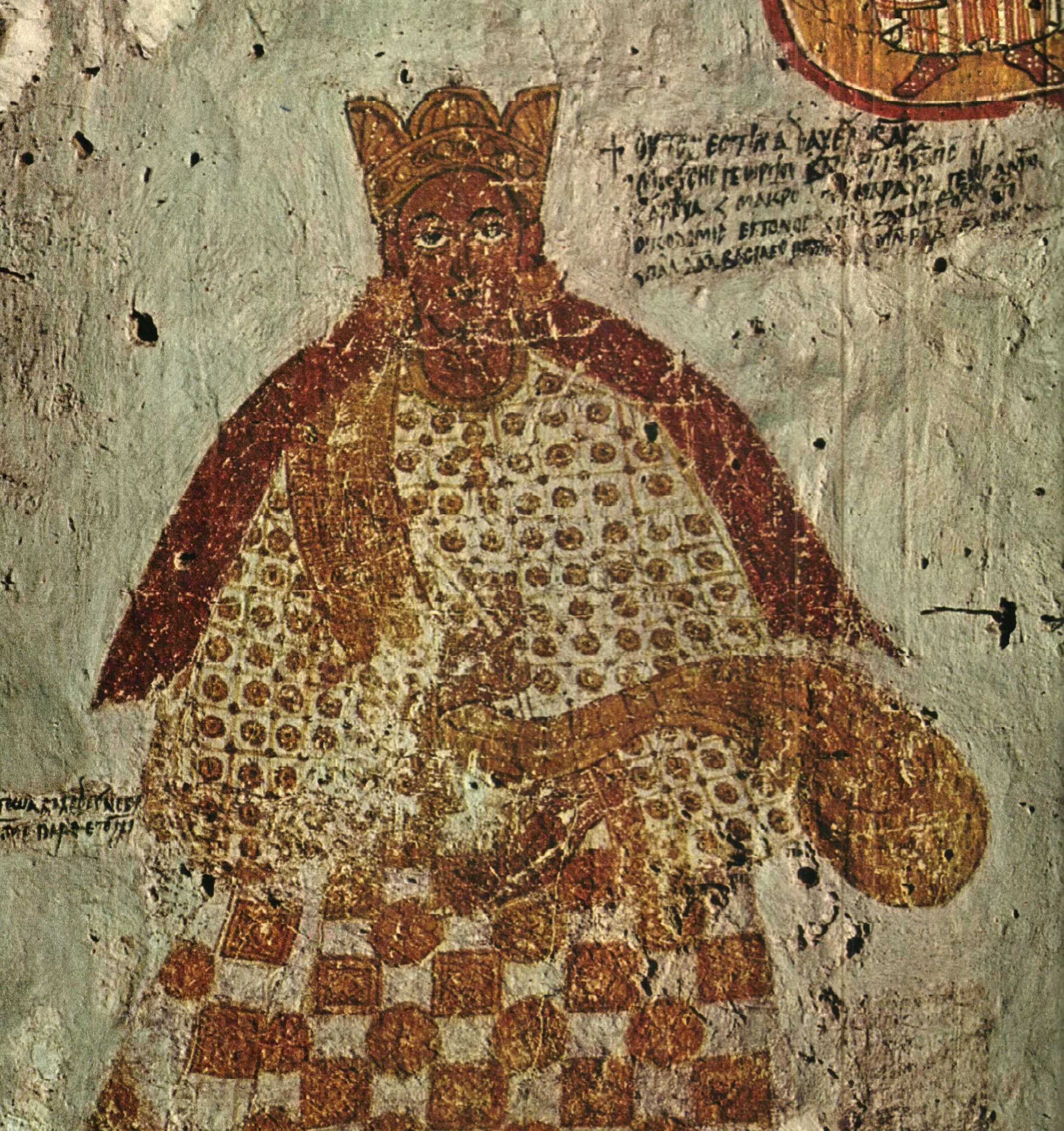
Moïse Georges, roi de Makourie et d'Alodia

Du milieu du VIIIe  au milieu du XIe siècle, la puissance politique et le développement culturel de la Nubie chrétienne atteignent leur apogée.  En 747, la Mauritanie envahit l'Égypte, qui appartient alors aux Omeyyades en déclin  et elle récidive au début des années 960, en poussant jusqu'à Akhmim au nord . La Makurie entretient des liens dynastiques avec Alodia, ce qui aboutit à l'unification temporaire des deux royaumes en un seul État.  La culture des Nubiens médiévaux a été décrite comme « afro-byzantine » . L'organisation de l'État est  centralisée  et s'inspire de la bureaucratie byzantine des VIe et  VIIe siècles[43]. Les arts s'épanouissent sous la forme de peintures sur poterie  et de peintures murales . Les Nubiens développent un alphabet pour leur langue, le vieux nobiin . Les femmes jouissaient d'un statut social élevé : elles ont accès à l'éducation, pouvaient posséder, acheter et vendre des terres et utiliser leur richesse pour doter des églises et des peintures d'église. Même la succession royale était matrilinéaire, le fils de la sœur du roi étant héritiers légitime .
À partir de la fin du XIe  et du XIIe siècle, la capitale de la Makourie, Dongola, est en déclin, tout comme au XIIe siècle celle d'Alodia.   Aux XIVe  et  XVe siècle, des tribus bédouines envahissent la majeure partie du Soudan , émigrant vers le Butana, la  Gezira, le Kordofan et le Darfour. En 1365, une guerre civile contraint la cour de la Makourie à fuir vers le djebel Adda en Basse-Nubie, tandis que Dongola est détruite et abandonnée aux Arabes. Après le règne du roi Joël (fl. 1463-1484), la Makourie s'effondre.  Au XVe siècle, les régions côtières du sud du Soudan jusqu'à la ville portuaire de Suakin sont reprises par le sultanat d'Adal,. Au sud, le royaume d'Alodia tombe aux mains des Arabes, commandés par le chef de tribu Abdallah Jamma, ou des  Funj, un peuple africain originaire du sud. Les dates varient entre le IXe siècle après l'Hégire (vers 1396-1494) et la fin du XVe siècle, 1504 et 1509. Un État alodien a peut-être survécu sous la forme du royaume de Fazughli, qui a duré jusqu'en 1685.

### Royaumes islamiques du Sennar et du Darfour (vers 1500-1821)

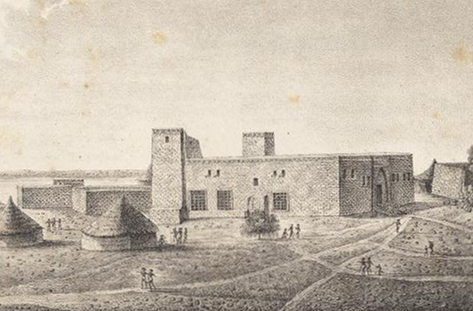
La grande mosquée de Sennar, construite au XVIIe siècle.

En 1504, le Funj aurait fondé le sultanat de Sennar, dans lequel aurait été incorporé le royaume d'Abdallah Jamma . En 1523, lorsque le voyageur juif David Reubeni visite le Soudan, l'État du Funj s'étend au nord jusqu'à Dongola. Entre-temps, l'Islam commence à être prêché sur le Nil par les saints hommes soufis qui s'y installent aux XVe et XVIe siècles et lors de la visite de David Reubeni, le roi Amara Dunqas, jusqu'alors païen ou chrétien, est déclaré musulman. Cependant, le Funj conservera des coutumes non islamiques comme la royauté divine ou la consommation d'alcool jusqu'au XVIIIe siècle.
Vers 1526, le Funj entre en conflit avec les Ottomans, qui occupent Suakin  et  en 1583/1584 poussent le long du Nil, vers le sud, atteignant la zone de la troisième cataracte du Nil. Une nouvelle tentative ottomane de s'emparer de Dongola est repoussée par le Funj en 1585. Hannik, situé juste au sud de la troisième cataracte, marque la frontière entre les deux États. Après l'invasion ottomane, Ajib, un roi mineur du nord de la Nubie, fait l'objet d'une tentative d'usurpation. Si le Funj finit par le tuer en 1611/1612, ses successeurs, les Abdallab, se voient accorder une autonomie pour gouverner tout ce qui se trouve au nord du confluent du Nil bleu et du Nil blanc.
Au cours du XVIIe siècle, l'État du Funj atteint sa plus grande étendue, mais au siècle suivant, il commence à décliner. En 1718, un coup d'État entraîne un changement dynastique, tandis qu'un autre en 1761-1762 aboutit à la régence Hamaj, un peuple des régions frontalières de l'Éthiopie. Peu après, le sultanat commence à se fragmenter ; au début du XIXe siècle, il se limite essentiellement à la Gezira.

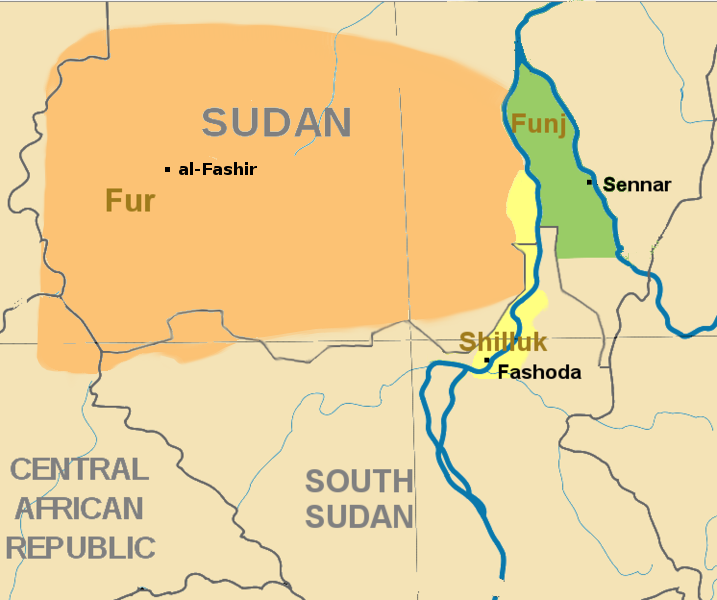
Soudan du Sud vers 1800. Les frontières modernes sont indiquées.

Le coup d'État de 1718 donne le coup d'envoi d'une politique de poursuite d'un islam plus orthodoxe, qui favorise l'arabisation de l'État. Pour légitimer leur domination sur leurs sujets arabes, les Funj commencent à propager une descendance omeyyade. Au nord du confluent du Nil Bleu et du Nil Blanc, jusqu'à Al Dabbah en aval, les Nubiens adoptent l'identité tribale des Arabes Jaalin. Jusqu'au XIXe siècle, l'arabe devient la langue dominante du Soudan fluvial central et de la plus grande partie du Kordofan.
À l'ouest du Nil, au Darfour, la période islamique voit d'abord l'essor du royaume Toundjour, qui remplace au XVe siècle l'ancien royaume Dadjo et s'étend à l'ouest jusqu'à Wadai. Les Toundjour, des Berbères arabisés et dont au moins leur élite dirigeante est musulmane sont chassés du pouvoir au XVIIe siècle par le sultanat Keira des Fours. Le sultanat, musulman depuis le règne de Sulayman Solong (r. vers 1660-1680), était initialement un petit royaume dans le nord du Djebel Marra qui s'est étendu vers l'ouest et le nord au début du XVIIIe siècle et vers l'est sous le règne de Muhammad Tayrab qui dure jusqu'en 1821.

### XIXesiècle
Dans les années 1820, l'Égypte est gouvernée par le pacha Méhémet Ali. L'Égypte étant une province de l'Empire ottoman, il est en théorie vassal du sultan de Constantinople, mais s'est en pratique libéré de la tutelle de celui-ci et mène une politique indépendante d'expansion territoriale.
Après d'infructueuses tentatives pour conquérir la Palestine et la Syrie, il se lance avec succès à la conquête du Soudan dans les années 1820.
En 1885 le chef religieux Muhammad ibn Abdallah, s'étant proclamé « le Mahdi » (« l'attendu »), tenta d'unifier les tribus de l'Ouest et du Centre du Soudan contre la domination égyptienne. Il prit la tête d'une révolte religieuse que le gouvernement égyptien s'avéra incapable de réprimer et infligea une défaite écrasante à l'armée envoyée contre lui par Le Caire : commandée par le colonel anglais Hicks, celle-ci commit l'imprudence de s'aventurer dans le désert à la poursuite du Mahdi qui, lorsqu'elle fut bien épuisée et démoralisée, se retourna contre elle et l'anéantit.
Cette victoire, outre qu'elle laissait l'Égypte presque sans moyen militaire, apporta au Mahdi les moyens qui lui manquaient pour donner à l'insurrection une plus grande ampleur : le ralliement de nouvelles tribus et surtout des milliers de fusils Remington, 5 millions de cartouches et des pièces d'artillerie. Jusque-là cantonnée au désert et à des opérations de guérilla, l'insurrection mahdiste pouvait désormais s'attaquer aux villes et garnisons égyptiennes du Soudan, à commencer par la capitale : Khartoum. Le Khédive d'Égypte demanda l'aide de la Grande-Bretagne, mais le gouvernement de Gladstone refusa d'engager des troupes dans une aventure qui ne le concernait pas. Il consentit tout au plus à mettre à la disposition de l'Égypte le général Gordon avec pour mission d'organiser l'évacuation des garnisons égyptiennes du Soudan, abandonnant le pays au Mahdi.

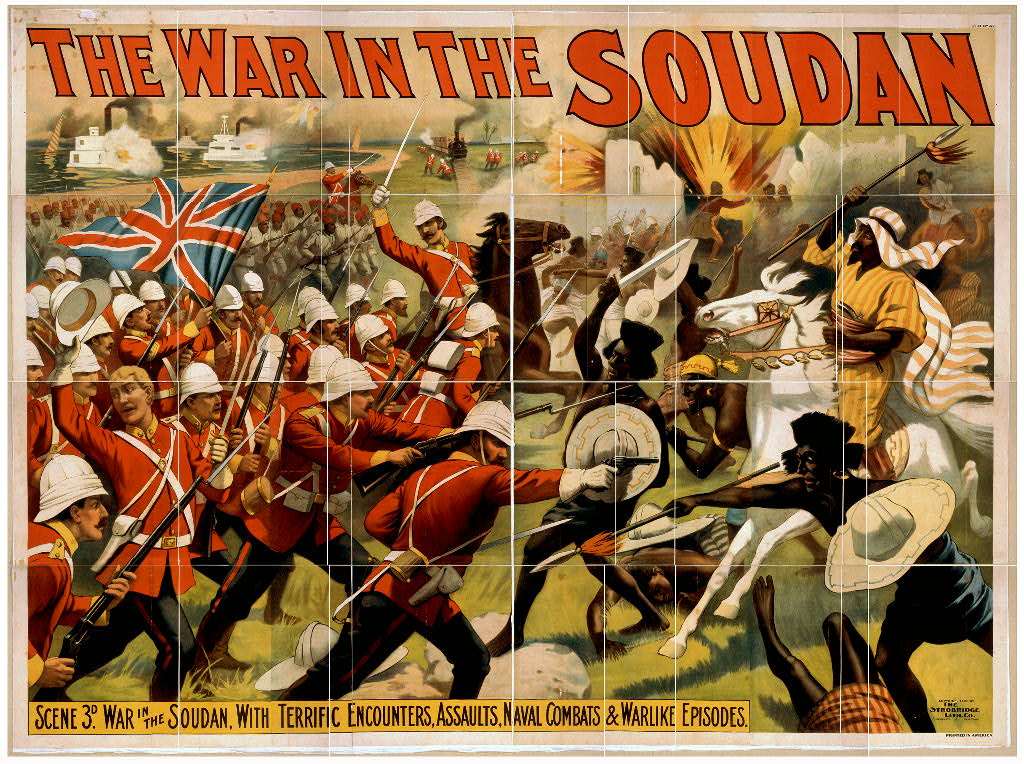
Guerre des Mahdistes.

Si Gordon connaissait bien le Soudan (dans les années 1870, il en avait été gouverneur général, nommé par le khédive) et s'il était un chrétien convaincu, il ne comprit pas vraiment la signification de la révolte, ni la raison pour laquelle elle mobilisait largement la population. Pour reprendre les remarques d'un des meilleurs observateurs britanniques de l'époque, Wilfred Scawen Blunt, il ne se rendit pas compte que tous les gens de bien au Soudan étaient du côté du Mahdi.
Encerclé à Khartoum, il refusa de l'abandonner et organisa la défense, persuadé que l'opinion publique britannique et en particulier la très influente Ligue contre l'esclavage exercerait sur le gouvernement une pression telle que celui-ci se verrait contraint d'envoyer des troupes à son secours, ce qui fut le cas.
L'expédition de secours, commandée par Garnet Joseph Wolseley, arriva trop tard et se trouvait encore à quelques jours de marche de Khartoum lorsqu'elle apprit la chute de la ville et la mort de Gordon (janvier 1885). Les instructions qu'avait reçues sir Garnet étaient claires : sa mission était de sauver Gordon, pas de conquérir le Soudan. Il fit donc demi-tour et regagna l'Égypte, ramenant avec lui les dernières garnisons égyptiennes ; le Mahdi restait maître de tout le pays. Ce dernier ne profita guère de sa victoire, il mourut quelques semaines plus tard, peut-être d'une méningite. Dirigé par le khalifa Abdullah, le pouvoir mahdiste survécut jusqu'en 1898 où il fut anéanti à la bataille d'Omdurman par une armée anglo-égyptienne commandée par sir Horatio Herbert Kitchener. Cette bataille fit 11 000 tués du côté soudanais sur 52 000 engagés et 48 du côté anglo-égyptien, sur 26 000 engagés. Kitchener était en route vers Fachoda et sa dramatique confrontation avec l'expédition française du commandant Marchand.
Le Soudan connait une famine particulièrement meurtrière entre 1889 et 1891, tuant environ un tiers de ses habitants.

### XXesiècle
1916 est l'année de la défaite et de la mort d'Ali Dinar, dernier sultan du Darfour et Dar Massatite en 1921.
L'indépendance fut proclamée en 1956, mais le gouvernement de Khartoum revint sur les promesses faites aux provinces du Sud de créer un État fédéral, ce qui conduisit à une mutinerie menée par des officiers du Sud, qui fut le début d'une guerre civile de dix-sept ans (1955-1972).

Soudan anglo-égyptien (1899 - 1956).

Des élections eurent lieu en avril 1965 mais les gouvernements successifs furent incapables de se mettre d'accord sur une constitution permanente ou de résoudre les problèmes de la lutte entre factions, de la stagnation économique et de la dissidence ethnique. Le mécontentement amena un deuxième coup d'État militaire le 25 mai 1969. Son meneur, le colonel Gaafar Nimeiry, devint Premier ministre, et le nouveau régime supprima le Parlement et interdit tous les partis politiques.
Des luttes entre les marxistes et les non-marxistes à l'intérieur de la coalition militaire au pouvoir provoquèrent un nouveau coup d'État en juillet 1971, dirigé par le Parti communiste soudanais. Quelques jours après, des troupes anti-communistes du colonel Nimeiri exécutent le secrétaire général du PC soudanais : l'écrivain Abdel Khaliq Mahgoub, le dirigeant de la Confédération Générale des travailleurs du Soudan, Chafi’Al Cheikh, sont pendus le 28 juillet, et des centaines de militants et de syndicalistes sont exécutés.
En 1972, l'accord d'Addis Abeba mit fin à la guerre civile Nord-Sud et instaura un certain degré d'autonomie régionale.
En septembre 1983, le président Nimeiri annonça sa décision d'étendre au droit pénal le domaine du droit musulman, cantonné depuis la colonisation au droit personnel. Bien que le droit pénal soit en théorie uniquement personnel et proportionné.
Cette décision est l'élément déclencheur d'une guerre civile qui oppose le gouvernement (GOS) à des groupes armés du Soudan du Sud. Ce conflit s'analyse le plus souvent comme une guerre de religion entre le Nord — islamique — et le Sud — chrétien. Si cette dimension religieuse existe certainement, ce sont plutôt deux cultures, une tribale traditionaliste au sud et une arabo-musulmane au nord, qui s'opposent. On peut aussi y voir une opposition entre le centre et la périphérie, du même ordre que celle qui a fait naître les conflits du Darfour, à l'ouest du pays, et du Béjaland, à l'est du pays.
La proximité avec les États-Unis s’accentue sous l'administration de Ronald Reagan. L’aide américaine passe de 5 millions de dollars en 1979 à 200 millions en 1983, puis à 254 en 1985, essentiellement pour les programmes militaires. Le Soudan devient ainsi le deuxième bénéficiaire de l’aide américaine en Afrique (après l’Égypte). La construction de quatre bases aériennes destinées à accueillir des unités de la Force de déploiement rapide et d’une puissante station d’écoute, près de Port-Soudan, est mise en chantier. En 1984 et 1985, après une période de sécheresse, plusieurs millions de personnes sont menacées par la famine, en particulier dans l’ouest du Soudan. Le régime s'efforce de cacher la situation à la communauté internationale.
En mars 1985, l’annonce de l’augmentation des prix des produits de première nécessité, sur l’injonction du Fonds monétaire international avec lequel le régime était en négociation, provoque des manifestations. Le 2 avril, huit syndicats appellent à la mobilisation et à une « grève politique générale jusqu’à la suppression du régime actuel ». Le 3, des manifestations massives secouent Khartoum, mais aussi les principales villes du pays. La grève paralyse les institutions et l’économie. Un autre coup d'État, mené par le général Souwar ad-Dahab, restaure un gouvernement civil. Cependant la guerre civile fait de plus en plus de morts et la situation économique continue à se dégrader.
En 1989, un nouveau coup d'État met le général Omar el-Bechir à la tête du pays, dont il devient également premier ministre et chef des forces armées. La loi pénale de 1991 institue des peines sévères dans tout le pays, telles que l'amputation et la lapidation. Bien que les États du Sud, non musulmans, soient officiellement exemptés de ces dispositions, la loi permet cependant une possible application future de la charia dans le Sud.
La guerre civile a déplacé plus de quatre millions d'habitants du Sud et fait deux millions de morts. Certains ont fui dans des villes du Sud comme Djouba, d'autres ont cheminé vers le nord jusqu'à Khartoum ou ont pris le chemin de pays voisins comme l'Éthiopie, le Kenya, l'Ouganda ou l'Égypte. Ces gens ne pouvaient pas produire de la nourriture ou gagner de l'argent pour se nourrir, et la malnutrition et la famine se sont répandues. Le manque d'investissement dans le Sud a également abouti à ce que les organisations humanitaires internationales appellent une « génération perdue », mal éduquée, sans accès aux soins de base et sans grandes chances de trouver un emploi productif que ce soit dans le Sud ou dans le Nord.

### XXIesiècle

#### Rébellion de 2003
Les pourparlers de paix entre les rebelles du Sud et le gouvernement ont fait des progrès notables en 2003 et au début de l'année 2004, même si des accrochages se seraient encore produits dans certaines régions méridionales.
Une nouvelle rébellion dans la province occidentale du Darfour a commencé début 2003. Le gouvernement et les rebelles ont été accusés d'atrocités au cours de cette guerre. En février 2004, le gouvernement a proclamé sa victoire sur la rébellion mais les rebelles disent garder le contrôle des zones rurales et certaines sources indiquent que des combats continuent à de nombreux endroits. Les milices janjawids sont accusées du massacre de plus de cinquante mille personnes, le conflit ayant fait, en trois ans, plus de trois cent mille morts et trois millions de déplacés et réfugiés, selon certaines estimations.

#### Accord de paix de 2005
Le 9 janvier 2005, un accord de paix a été signé à Nairobi entre John Garang de l'APLS et le vice-président Ali Osmane Taha, représentant le gouvernement soudanais. Il met fin à vingt-et-un ans de guerre civile dans l'État, dominé par les musulmans et les miliciens chrétiens de Garang. Cet accord prévoit un régime d'autonomie de six ans au Soudan du Sud, période à l'issue de laquelle un référendum d'autodétermination sera organisé.
Le 9 juillet 2005, la nouvelle constitution, élaborée grâce aux accords de Nairobi, est appliquée et permet le retour du mouvement de John Garang à Khartoum. Un gouvernement d'union nationale est instauré pour cette période de transition.
Le 31 juillet 2005, John Garang meurt dans l'accident de l'hélicoptère ougandais qui le transportait, dans le Sud du Soudan. Cela provoque plusieurs jours d'émeutes dans la capitale ainsi qu'à Djouba entre les partisans de Garang et ceux du gouvernement. Les partisans de l'ancien chef rebelle John Garang ne croient en effet pas à la thèse officielle du gouvernement selon laquelle l'hélicoptère a été victime de problèmes techniques. Ils déclenchent des émeutes à Khartoum, provoquant les représailles de militants nordistes. Ces violences font, d'après le bilan du Croissant-Rouge soudanais (en), cent trente morts et plus de trois cent cinquante blessés.

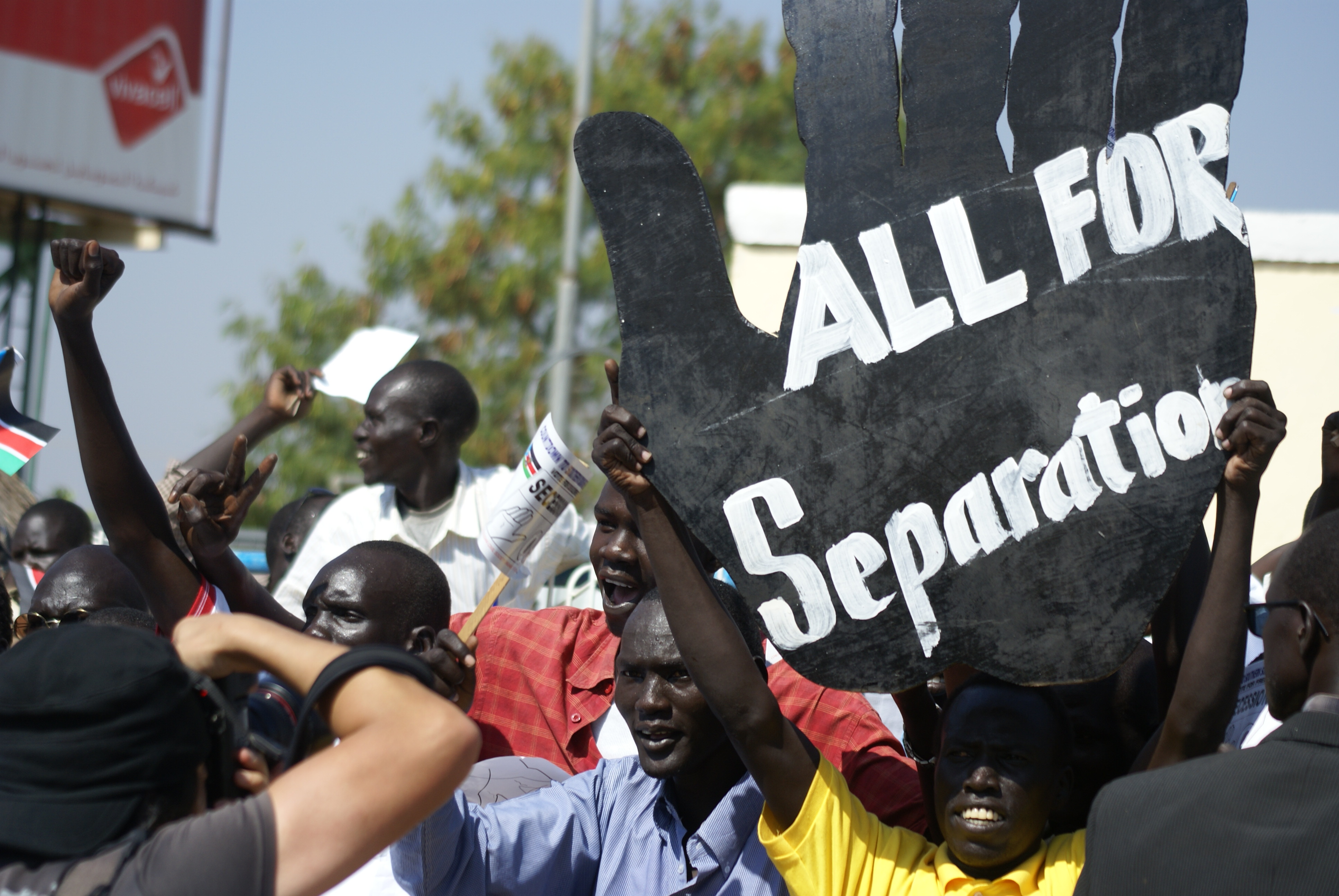
Référendum sur l'indépendance du Soudan du Sud.

Le référendum d'autodétermination du Soudan du Sud prévu par les accords de paix a eu lieu le 9 janvier 2011. Les votants se sont exprimés en faveur de la sécession à 98,83 %. Le 8 février 2011, Omar el-Bechir a officiellement reconnu ce résultat. Ce nouvel État a accédé à son indépendance dès le 9 juillet 2011. En perdant plus d'un quart de son territoire, le Soudan perd également son « statut » de plus grand État d'Afrique (au profit de l'Algérie) qu'il détenait depuis son indépendance en 1956.
Selon certains observateurs, la sécession du Sud ne manque pas d'alimenter une certaine inquiétude au sein de la population quant à l'avenir du pays. Jusqu'ici, le gouvernement central profitait des ressources pétrolières du Sud (qui assurait 85 % de la production nationale) pour « acheter » la paix civile avec les différents groupes rebelles qui sévissaient dans le Nord. Avec des revenus en baisse, il lui sera difficile de poursuivre ce type de politique. Ainsi, selon Fouad Hikmat, analyste à l'International Crisis Group : « Dans un an, si le NCP (le Congrès national au pouvoir à Khartoum) ne change pas, n'adopte pas une nouvelle approche plus fondée sur l'intégration que sur la sécurité, le Soudan va affronter de sérieux problèmes ». Cette manne pétrolière permettait également de limiter les conséquences économique de la crise en jugulant l'inflation, garantissant une certaine « paix sociale ».
Face à ces nombreux défis intérieurs, ces mêmes observateurs craignent que les durs du régime, « débarrassés » du Sud chrétien et animiste, n'en profitent pour se radicaliser en accélérant l'islamisation du reste du pays, comme le président Bechir l'avait laissé entrevoir, d'autant plus que les effectifs des communautés chrétiennes se trouvant dans le Nord se sont largement réduits. En effet, l'essentiel de leurs membres, originaires du Sud, ont regagné leur région d'origine en prévision de son indépendance.
Le régime d'Omar el-Bechir applique en 2018 un plan d'austérité du Fonds monétaire international (FMI), transférant certains secteurs des importations au secteur privé. En conséquence, le prix du pain est doublé et celui de l’essence augmente de 30 %. L’inflation atteint les 40 %. Des mouvements étudiants et le Parti communiste soudanais organisent des manifestations pour contester cette politique. Omar el-Bechir réagit en faisant arrêter le secrétaire général du Parti communiste et deux autres dirigeants du parti, et par la fermeture de six journaux.

### Révolution soudanaise de 2019
À partir de décembre 2018, un vaste mouvement de protestation contre le régime se forme dans les villes de l’extrême nord du pays, en particulier autour d'Atbara, agglomération ouvrière et fief du syndicalisme soudanais. Les manifestants réclament initialement de meilleures conditions de vie (plus de 20 millions de personnes vivent sous le seuil de pauvreté), puis, alors que la répression s’accentue, la démission du président.
Omar el-Bechir est destitué par l'armée et remplacé par un conseil militaire de transition, composé aussi de civils, le 11 avril 2019. Le 21 août, le Conseil militaire de transition devient le Conseil de souveraineté. Il maintient les président et vice-président sortants en place mais dispose de membres civils. Abdallah Hamdok, ancien économiste à l'ONU, est nommé premier ministre à la tête d'un gouvernement de transition.
Une tentative de coup d'État a lieu le 21 septembre 2021.

### Guerre civile soudanaise (depuis 2023)
En avril 2023, alors qu'un plan de transition vers un régime civil est discuté sous l'égide de la communauté internationale, des luttes de pouvoir se développent entre le commandant de l'armée (et dirigeant national de facto) Abdel Fattah al-Burhan et son adjoint, Mohamed Hamdan Dogolo, chef des  Forces de soutien rapide qui, à  partir du 15 avril, lancent des attaques contre des sites gouvernementaux dans plusieurs villes, notamment Khartoum, entamant ainsi une énième guerre civile au Soudan.

## Politique

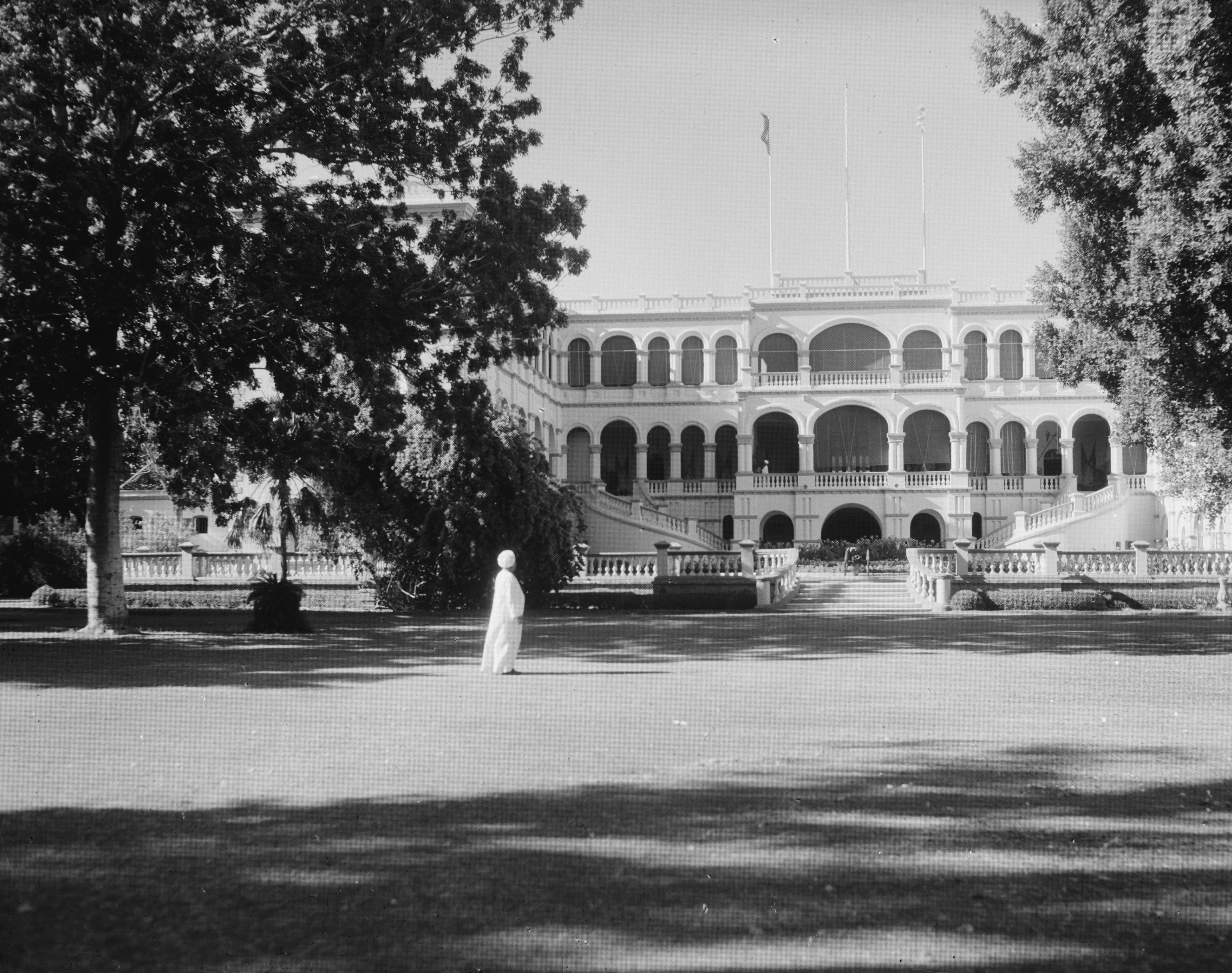
Palais présidentiel, Khartoum.

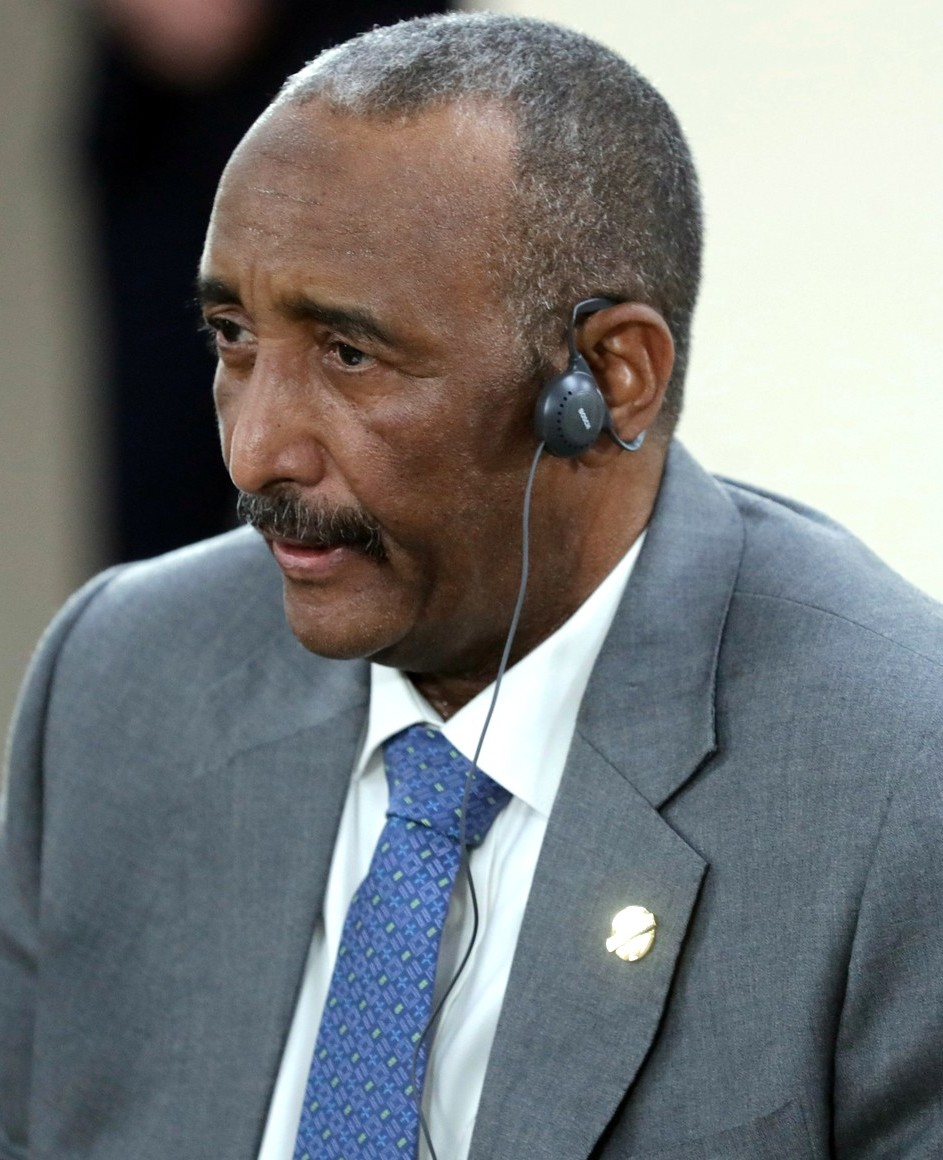
Abdel Fattah al-Burhan, président du Conseil de souveraineté depuis 2019.

Le Soudan est une république de type présidentiel dont l'actuel président de transition est Abdel Fattah al-Burhan depuis 2020.
De 1983 à 1997, le pays était divisé en cinq régions dans le Nord et trois dans le Sud, chacune dirigée par un gouverneur militaire. Les parlements régionaux ont été suspendus après le coup d'État militaire du 6 avril 1985. Le Conseil révolutionnaire a été aboli en 1996 et le Front national islamique au pouvoir a pris le nom de Congrès national. Après 1997, les structures administratives régionales ont été réformées vers un système de 26 États. Les membres des exécutifs régionaux sont nommés par le président de la République. Le budget des États est entièrement dépendant du pouvoir central de Khartoum.
À la suite d'une décision de la cour pénale internationale (CPI), Omar el-Bechir est désormais sous le coup d'un mandat d'arrêt international.
Du 11 au 15 avril 2010 ont eu lieu les premières élections régionales, législatives et présidentielle tenues depuis 1986. Les deux principaux rivaux du général Omar el-Bechir, Yasser Arman (en), un musulman laïque soutenu par le Mouvement populaire de libération du Soudan (SPLM, ex-rebelles sudistes) et Sadek al-Mahdi, ancien Premier ministre et chef du parti Umma (nationaliste) ont décidé de boycotter le processus électoral et retiré leur candidature. Entaché de graves irrégularités mais porteur d'espoir aux dires de Mme Véronique de Keyser, chef de la mission d'observation de l'Union européenne, le scrutin a reconduit le général Omar el-Bechir dans ses fonctions de chef de l’État.
Le 4 août 2019, une nouvelle déclaration constitutionnelle a été signée entre les représentants du Conseil militaire de transition et des Forces de liberté et de changement , et le 21 août 2019, le Conseil militaire de transition a été officiellement remplacé à la tête de l'État par un Conseil de souveraineté de 11 membres. Un premier ministre civil a été nommé. Néanmoins, l'automne 2021 voit s'affronter les militaires et le gouvernement civil dans des harangues où le général Abdel Fattah al-Burhan exige quotidiennement la dissolution du gouvernement. Dans le même temps les pénuries qui frappent le pays sont dramatiquement accentuées par le blocage de Port Soudan par des manifestants du peuple Bedja, à l'est du pays.

## Relations internationales
Le président américain Bill Clinton place en 1993 le Soudan sur la liste des pays soutenant le terrorisme, puis fait adopter en 1996 une série de mesures (interdiction des transferts de technologie, du commerce des pièces détachées, et embargo sur toutes les transactions bancaires internationales en dollars) qui pénalise lourdement le fonctionnement de l’économie soudanaise.
Les attentats du 11 septembre 2001 incitent Washington à se rapprocher du Soudan dans le cadre de la « guerre contre le terrorisme ».
Engagé de longue date en faveur de la cause palestinienne, le Soudan a été accusé de livrer des armes au mouvement palestinien Hamas. Un raid aérien israélien en janvier 2009 en territoire soudanais contre un convoi de camions fait 119 morts,.
À partir de 2015, l'Arabie saoudite sollicite des troupes soudanaises pour combattre au Yémen, pays dans lequel le royaume s'est engagé dans une guerre contre le mouvement Houthi qui avait pris le pouvoir. Le Soudan reçoit en échange des « prêts » importants, dont le montant n'a jamais été dévoilé. Le régime de Omar el-Bechir adhère de plus en plus au « programme diplomatique » américano-saoudien dans le monde musulman, visant avant tout l'Iran. En outre, Riyad achète massivement des terres agricoles soudanaises, dans un programme confié à un proche du milliardaire anglo-soudanais Mo Ibrahim.
Barack Obama annonce en janvier 2017 une levée partielle des sanctions ciblant le Soudan. Celles-ci sont ensuite totalement levées par Donald Trump.
En août 2023, l'Arabie saoudite et le Royaume-Uni ont fait don de 9 millions de dollars pour soutenir la réponse humanitaire au Soudan, qui fait face à de multiples crises, y compris les conflits, les déplacements, l'insécurité alimentaire et l'effondrement économique.
Pendant le conflit avec l'armée soudanaise ordinaire en août 2023, les Émirats arabes unis ont été accusés d'avoir fourni un soutien financier et de fournir des armes aux forces de soutien rapide, dirigés par le général Hemedti. Yasser al-Atta, le chef de cabinet soudanais, a exprimé ses critiques envers les ÉAU, accusant, en novembre 2023, Abou Dabi d'être « un État-mafia » qui a « pris le chemin du mal » en soutenant les Forces de soutien rapide (FSR) du général Daglo. Par conséquent, trois diplomates soudanais stationnés aux ÉAU ont été déclarés Persona non grata et ont été intimés de quitter le pays dans les 48 heures. En représailles, le Soudan a demandé à 15 diplomates émiratis basés à Khartoum de quitter le pays. Le 26 avril 2024, Khartoum a convoqué une session urgente du Conseil de sécurité pour aborder ce qu'elle caractérise comme «l'agression» par les Émirats contre la population soudanaise. De plus, les États-Unis ont exhorté toutes les nations, y compris les Émirats à cesser de soutenir les factions rebelles au Soudan.
Le rapport « New Weapons Fueling the Sudan Conflict » a mis en évidence le transfert d'armes étrangères nouvellement fabriquées au Soudan, souvent en violation flagrante de l'embargo sur les armes du Darfour. En juillet 2024, Amnesty International a découvert que les armes et les munitions fabriquées ou transférées de pays comme la Chine, les Émirats arabes unis, la Russie, la Serbie, la Turquie et le Yémen étaient importés en grande quantité au Soudan et, dans certains cas, détourné vers le Darfour.
Les rapports du Panel d'experts des Nations unies et de la Yale School of Public Health ont révélé des preuves que les Émirats arabes unis ont fourni au FSR des armes, des munitions et des équipements médicaux par des vols de fret fréquents, se produisant parfois plusieurs fois par semaine. Cette activité constitue une violation claire de l'embargo sur les armes des Nations Unies sur le Soudan. Le soutien fourni par les Émirats est considéré comme crucial pour la capacité du FSR à opérer en toute impunité et à provoquer des effusions de sang étendues.
Le New York Times a rapporté que les ÉAU avaient converti un hôpital du Croissant rouge en une zone de mise en scène militaire pour aider les forces de soutien rapide pendant la guerre civile du Soudan. En 2023, des responsables américains ont découvert qu'un hôpital de 20 millions de dollars construit par les ÉAU dans le Tchad voisin était utilisé pour transporter des armes vers le FSR au Soudan. Bien que les responsables américains aient fait preuve de préoccupations concernant les ÉAU, leurs efforts ont connu un succès limité à modifier ses actions.
Le 3 novembre 2024, le gouvernement militaire soudanais a mis fin à un accord de 6 milliards de dollars avec les Émirats arabes unis pour le développement d’un port de la mer Rouge, accusant Abou Dabi de soutenir les forces de soutien rapide dans le conflit continu du pays,.

## Géographie
Le Soudan est situé dans le Nord de l'Afrique, en bordure de la mer Rouge, entre l'Égypte et l'Érythrée. Il est traversé de part en part par le Nil.
Avec une superficie de 1 886 068 km2, le Soudan est le troisième plus grand pays d'Afrique après l'Algérie et la République démocratique du Congo. Avant l'indépendance du Soudan du Sud en 2011, le Soudan était le plus grand pays d'Afrique.
Le Soudan est une très grande plaine entourée à l'est et à l'ouest par des montagnes. Le climat y est semi-aride dans le Sud et désertique dans le Nord, avec la saison des pluies d'avril à octobre. La désertification qui s'étend vers le sud et l'érosion des sols sévissent sur le pays.
|                                                                       |  |  |
| À gauche : image satellite du Soudan. À droite : le lac Marra Deriba. |  |  |

### Divisions administratives
Le Soudan est un État fédéral divisé en dix-sept États ou wilayat. Ce nombre a été porté à dix-huit en 2013, lorsque le Kordofan-Occidental supprimé en 2005 a été réinstauré. Le Triangle de Hala'ib au nord-est est un territoire disputé avec l'Égypte, de même que la région d'Abiyé fait l'objet d'une dispute territoriale avec le Soudan du Sud.

Carte du Soudan montrant sa subdivision en États. Les numéros correspondent au tableau ci-contre. En 2005, le Kordofan de l'Ouest (no 18) fut supprimé et réparti entre Kordofan du Nord et Kordofan du Sud. En 2012, deux États supplémentaires sont créés dans la région du Darfour.

| #  | État                | Nom local    | Translittération | Transcription      | Capitale    | Superficie (km2) | Population (2012) | Densité (hab./km2) |
| -- | ------------------- | ------------ | ---------------- | ------------------ | ----------- | ---------------- | ----------------- | ------------------ |
| 9  | Al-Jazirah          | الجزيرة      | al-ǧzyrh         | Al Djazirah        | Wad Madani  | +0027 549,       | +03 667 000,      | +133,1             |
| 13 | Al Qadarif          | القضارف      | al-qḍārf         | Al Qadarif         | Al-Qadarif  | +0075 263,       | +01 387 000,      | +018,4             |
| 16 | Darfour-Central     |              |                  |                    |             |                  |                   |                    |
| 6  | Darfour du Nord     | شمال دارفور  | šmāl dārfwr      | Chamal Darfour     | El Fasher   | +0296 420,       | +02 098 000,      | +007,1             |
| 7  | Darfour du Sud      | جنوب دارفور  | ǧnwb dārfwr      | Djanoub Darfour    | Nyala       | +0127 300,       | +04 218 000,      | +033,1             |
| 15 | Darfour-Occidental  | غرب دارفور   | ġrb dārfwr       | Gharb Darfour      | Al-Genaïna  | +0079 460,       | +01 320 000,      | +016,6             |
| 17 | Darfour-Oriental    |              |                  |                    |             |                  |                   |                    |
| 18 | Kordofan-Occidental |              |                  |                    |             |                  |                   |                    |
| 4  | Kassala             | كسلا         | ksl              | Kassala            | Kassala     | +0036 710,       | +01 898 000,      | +051,7             |
| 1  | Khartoum            | الخرطوم      | al-ḫrṭwm         | Al Khartoum        | Khartoum    | +0022 142,       | +05 828 000,      | +263,2             |
| 2  | Kordofan du Nord    | شمال كردفان  | šmāl krdfān      | Chamal Kourdoufan  | El Obeid    | +0185 302,       | +02 976 000,      | +016,1             |
| 8  | Kordofan du Sud     | جنوب كردفان  | ǧnwb krdfān      | Djanoub Kourdoufan | Kadougli    | +0158 355,       | +01 425 000,      | +009,              |
| 12 | Mer Rouge           | البحر الأحمر | al-bḥr alʾḥmr    | Al Bahr el Ahmar   | Port-Soudan | +0218 887,       | +01 462 000,      | +006,7             |
| 11 | Nil                 | نهر النيل    | nhr al-nyl       | Nahr an Nil        | Ad-Damir    | +0122 123,       | +01 150 000,      | +009,4             |
| 10 | Nil Blanc           | النيل الأبيض | al-nyl al-aʾbyḍ  | An Nil al Abyad    | Rabak       | +0030 411,       | +01 890 000,      | +062,2             |
| 5  | Nil Bleu            | النيل الأزرق | al-nyl al-ʾzrq   | An Nil al Azraq    | Ad-Damazin  | +0045 844,       | +00834 000,       | +018,2             |
| 3  | Nord                | الشمالية     | al-šmalyh        | Ach Chamaliyah     | Dongola     | +0348 765,       | +00697 000,       | +002,              |
| 14 | Sannar              | سنار         | snār             | Sannar             | Sannar      | +0037 844,       | +01 310 000,      | +034,6             |
|    | Total               | Total        | Total            | Total              | Total       | +1 886 068,      | +32 161 000,      | +017,1             |

## Économie

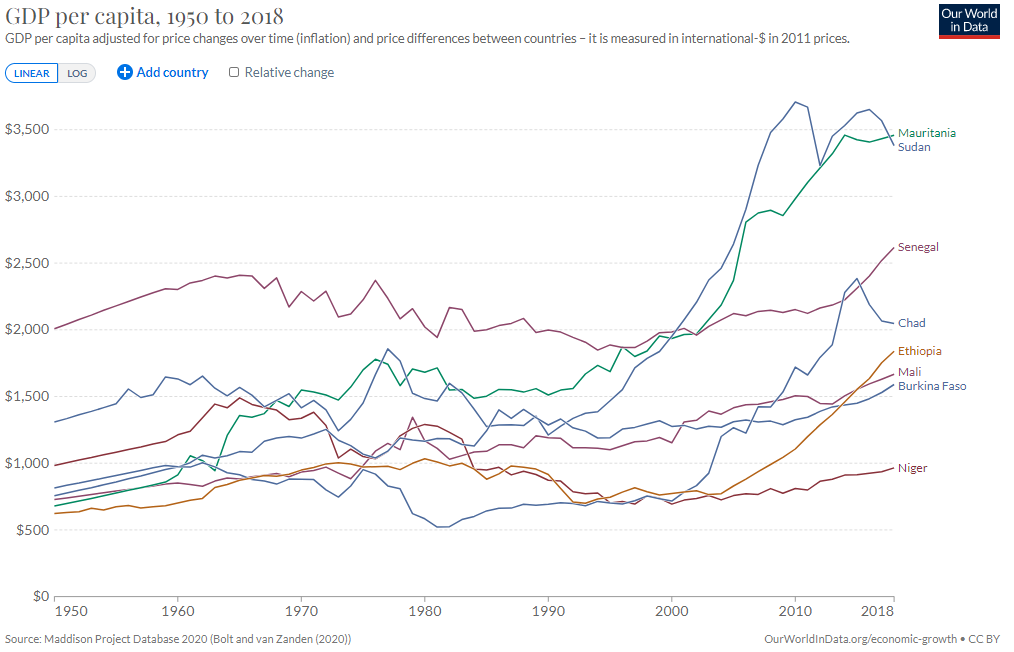
Développement du PIB par habitant des pays du Sahel.

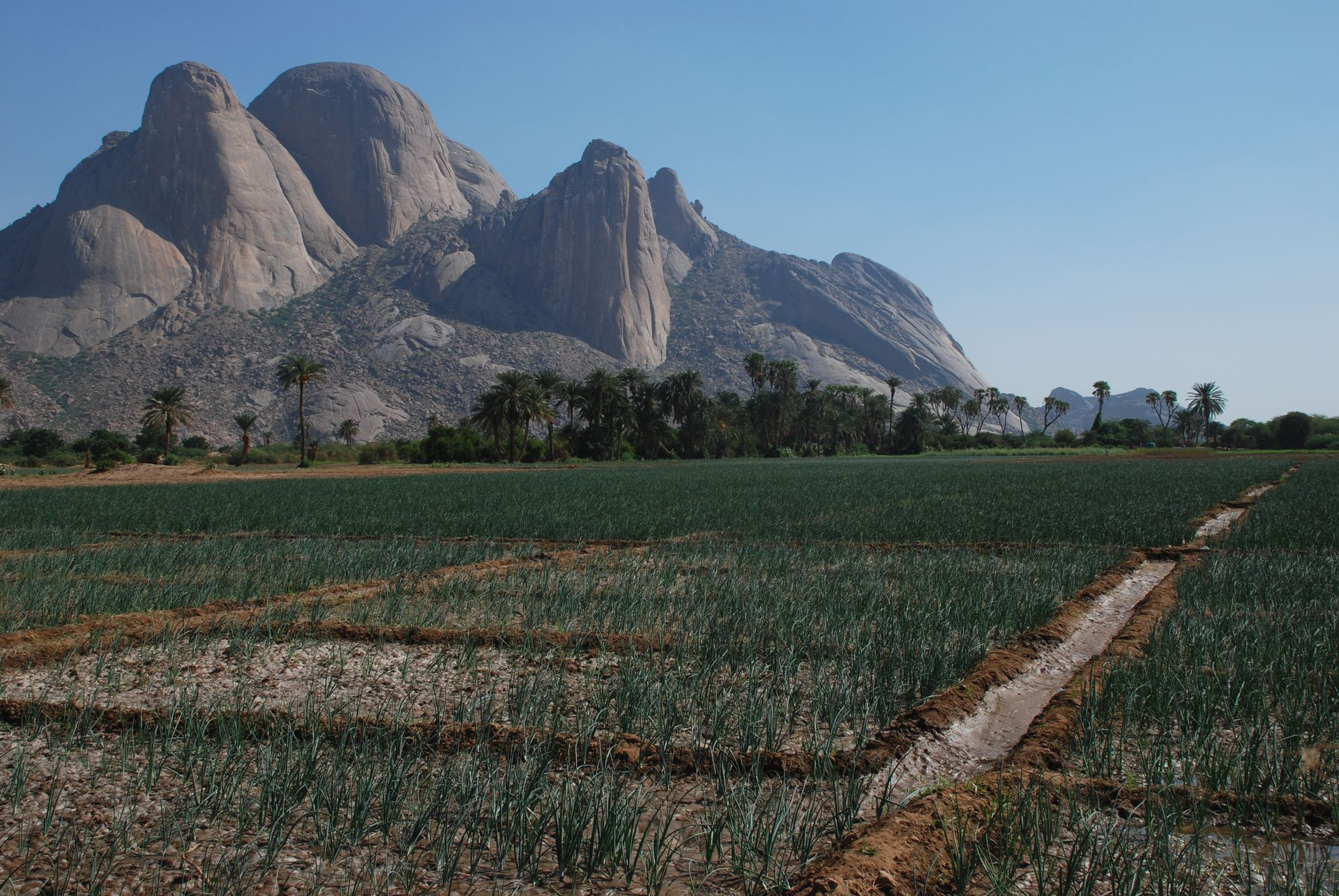
Champs d'oignons dans la région de Kassala.

L'agriculture est la principale activité économique locale du pays, bien que 90 % des ressources économiques proviennent du pétrole que contient ses sols (ce qui explique les tensions ou conflits dans ce pays). La superficie des terres cultivables au Soudan est estimée à 840 000 kilomètres carrés. Seulement 18 % sont exploités. Les principaux produits agricoles sont le coton, le sésame, l’arachide, la gomme arabique dont le Soudan est le premier producteur mondial et le sucre (troisième pays producteur de sucre en Afrique). Le cheptel, le deuxième du continent africain, est à la base d'un intense trafic clandestin avec les pays voisins.
L'exploitation pétrolière a commencé dans le Sud et modifie les conditions économiques du pays. Le Nord possède les raffineries et contrôle la répartition des profits.
Depuis 2011, le chômage touche en moyenne 18 % des actifs et près de 50 % de la population vit sous le seuil de pauvreté.
Deux routes transafricaines traversent le Soudan:
- Transafricaine 4, Le Caire — Le Cap
- Transafricaine 6, N'Djamena — Djibouti

Depuis 2020, la situation économique du Soudan reste des plus alarmantes. L'inflation augmente constamment, la monnaie nationale ne représente plus au marché noir que la moitié de son cours officiel, le taux de chômage des jeunes est estimé aux alentours de 30 %, sans compter tous ceux, très nombreux, travaillant dans le secteur informel ou les activités précaires (le Soudan est lui aussi atteint par « l’ubérisation »). L'hypothèse d'une aide économique internationale est peu vraisemblable en raison de la radicalité sociale du mouvement de protestation qui a conduit à la « révolution de décembre » en 2019.

## Ordres et décorations
- Insigne d'honneur (uniquement pour le rang de chef d'État)
- Ordre de la République
- Ordre des Deux Nils

## Démographie

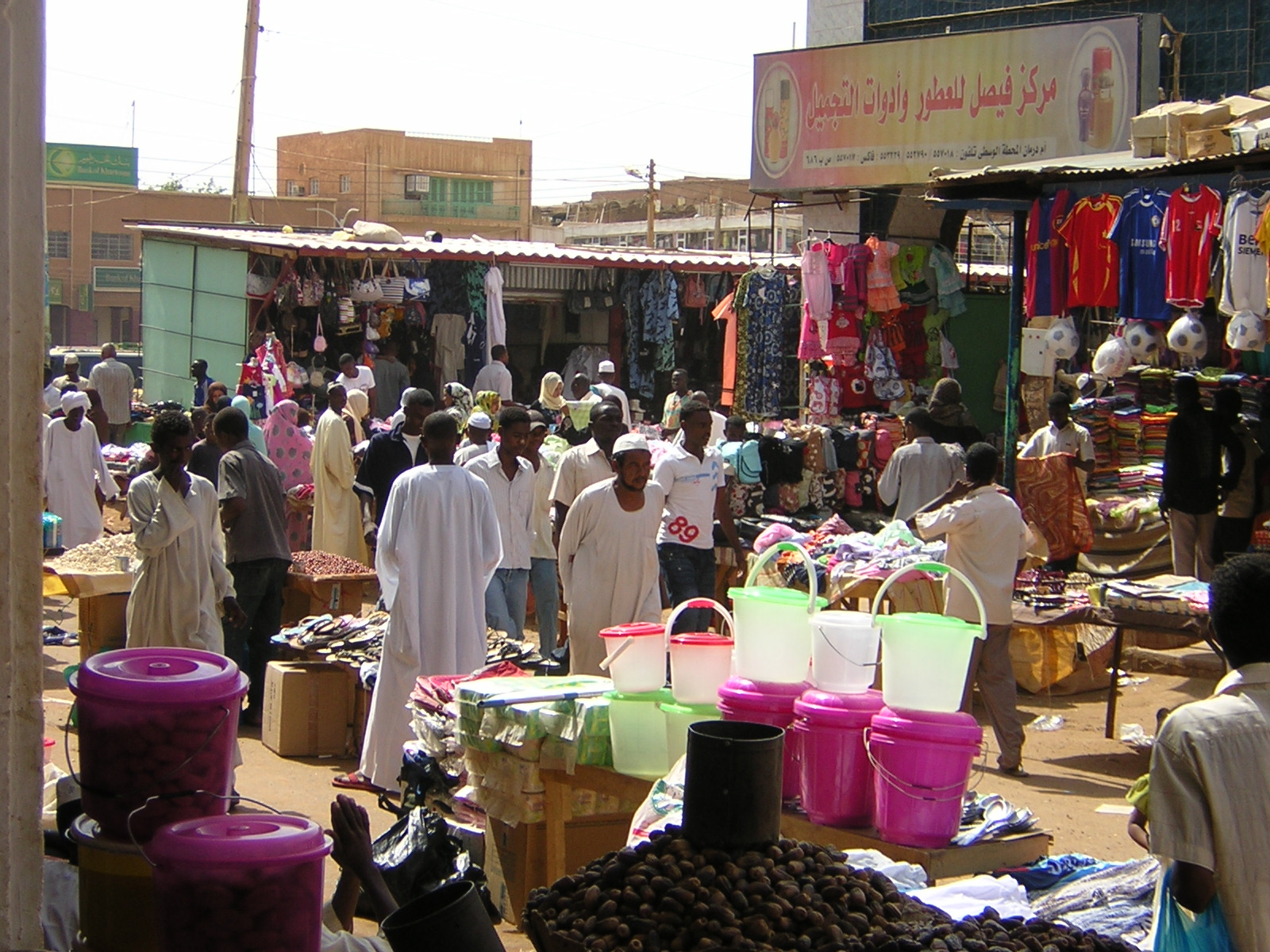
Marché dans Omdourman.

En 2014, la population du Soudan est estimée à environ 35,5 millions d'habitants. Le Soudan est majoritairement peuplé d'Arabes (70 %), de Nubiens, de Fours, de Bejas et de Noubas et de Fellatah (Fulbé).

## Langues

Carte linguistique du Soudan et du Soudan du Sud.

Les langues officielles de la république du Soudan sont l'arabe et l'anglais, mais le pays montre une grande diversité linguistique et de nombreuses langues y sont parlées. Elles appartiennent à plusieurs familles: les langues nilo-sahariennes, les langues kordofaniennes, les langues kadougliennes et les langues couchitiques.
Selon l'article 8 de la Constitution de 2005 :
1. Toutes les langues autochtones du Soudan sont des langues nationales et doivent être respectées, développées et promues ;
2. La langue arabe est la langue nationale largement parlée au Soudan ;
3. L'arabe, en tant que langue principale au niveau national, et l'anglais seront les langues de travail officielles du gouvernement national et les langues d'enseignement pour l'éducation supérieure ;
4. En plus de l'arabe et de l'anglais, la législature de tout niveau de gouvernement infra-national peut adopter une autre langue nationale comme la langue de travail officielle complémentaire à son niveau ;
5. Il n'y aura aucune discrimination contre l'usage de l'arabe ou de l'anglais à n'importe quel niveau de gouvernement ou d'enseignement[120].

## Religions

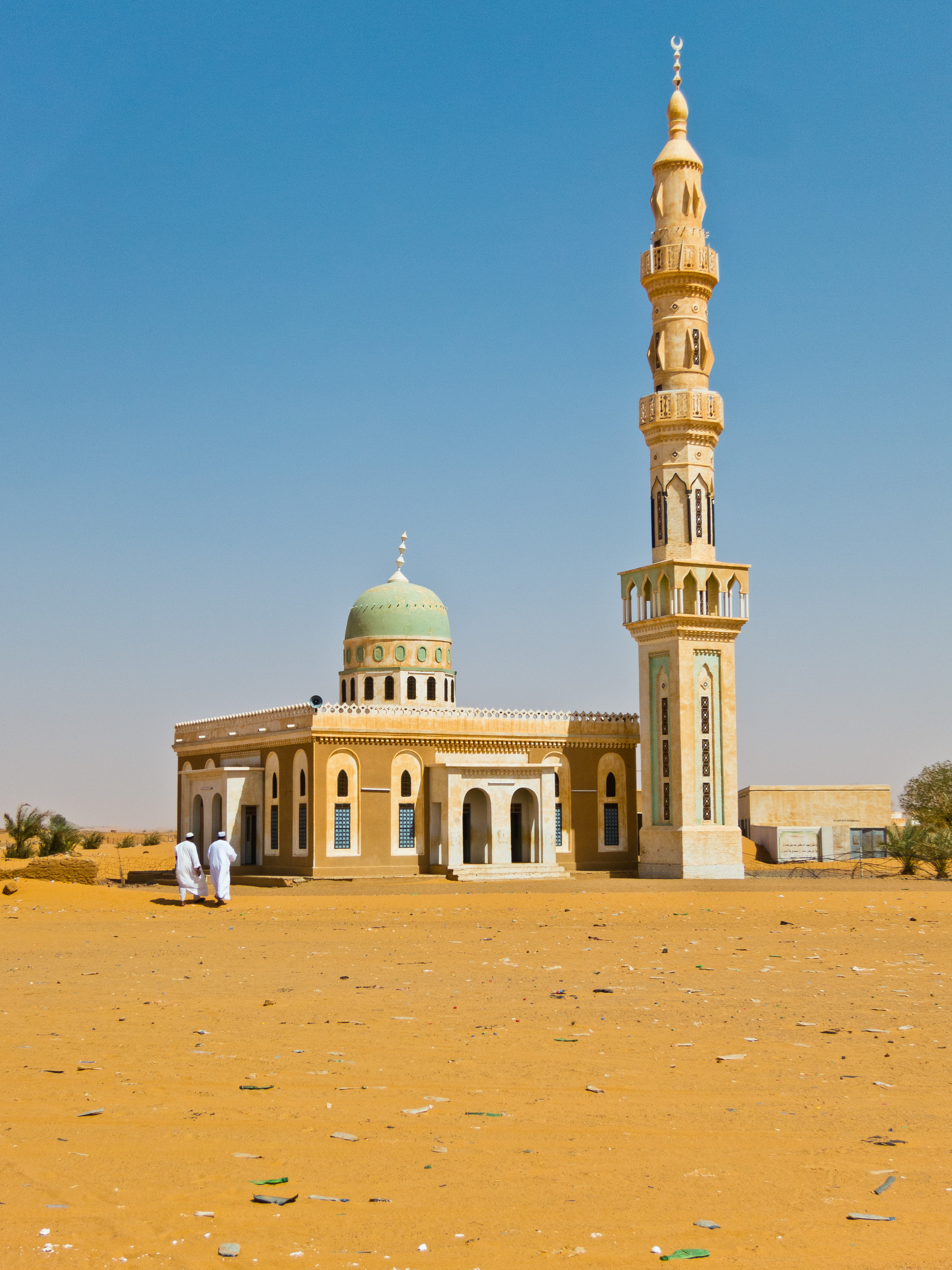
Mosquée entre Khartoum et Karima.

Le Soudan est un pays majoritairement musulman dont la constitution prévoit la liberté de religion ; cependant, en pratique le gouvernement soudanais traite l'islam comme la religion d'État et certains préceptes de la charia sont en vigueur dans tout le pays.
En réaction à la sécession du Soudan du Sud, peuplé majoritairement d'animistes et de chrétiens qui se sont affranchis du régime islamique et de la charia, à la suite du référendum d'autodétermination du 9 janvier 2011, le président Omar el-Bechir a annoncé un renforcement de la charia dans les régions septentrionales du pays restant sous le contrôle de Khartoum.
Il y aurait au Soudan 93 % de musulmans (majorité de sunnites, et minorité chiite), 5 % de chrétiens coptes (il y a une cathédrale de l'église copte à Khartoum), les 2 % restants sont composés d'animistes, de protestants, et de baha'is[réf. souhaitée].
Le jeudi 14 mai 2014, un tribunal de Khartoum condamne une femme enceinte de huit mois à la pendaison, pour avoir adopté la religion chrétienne. Née de père musulman mais élevée par sa mère chrétienne-orthodoxe, Meriam Yahia Ibrahim Ishag est mariée à un catholique. Elle est aussi condamnée pour cela à 100 coups de fouet, cette union étant considérée comme un adultère. Libérée officiellement le 24 juin 2014, réfugiée à l'ambassade des États-Unis le 27, elle quitte le Soudan avec sa famille le 24 juillet pour l'Italie, où elle est reçue par le pape au Vatican.
Le 11 juillet 2020, le ministre de la Justice du Soudan, Nasredeen Abdulbari, annonce que le gouvernement met fin à la peine de mort pour apostasie, dans l'objectif de se détacher de la charia.

## Culture
Littérature

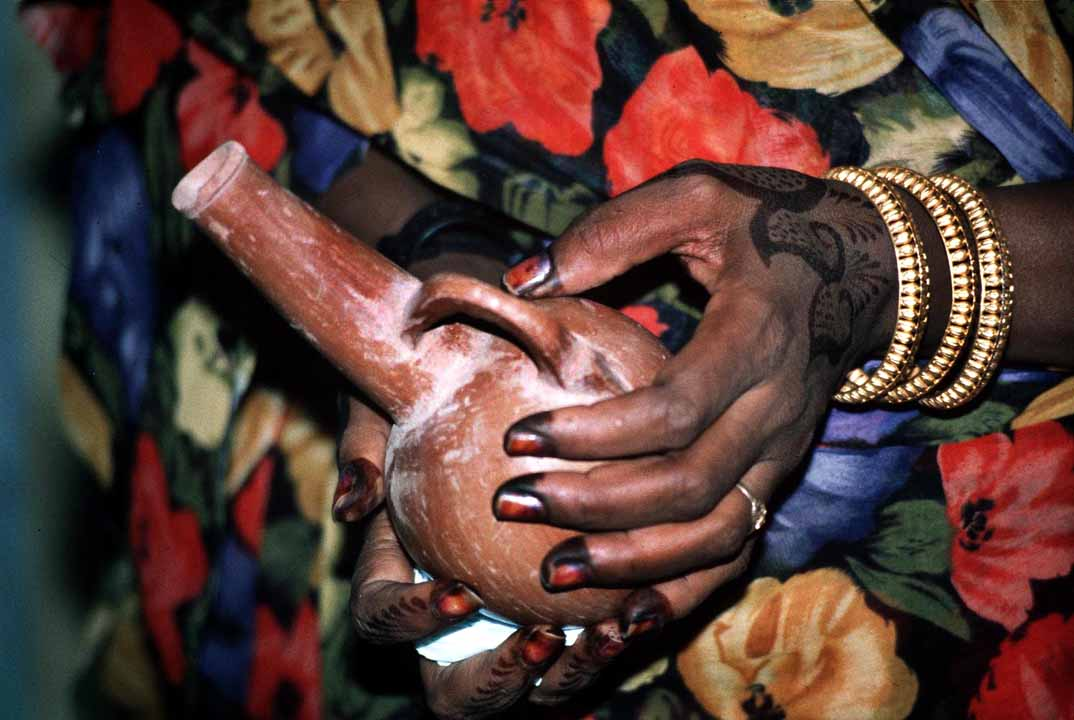
Mains peintes au henné et Jabana (pot à café).

Les romanciers Tayeb Salih ou Leila Aboulela et l'érudit de la littérature et langue arabes Abdallah Al-Tayib sont les principaux visages de la littérature soudanaise et arabe.
Peinture
Ibrahim el Salahi, Adam D. H. Hinawi dit Adam Dafalla et Nezar Musa Noreen sont les peintres contemporains les plus connus.
| Date                              | Nom français    | Nom local | Remarques                                |
| --------------------------------- | --------------- | --------- | ---------------------------------------- |
| 1er janvier                       | Fête nationale  |           | Indépendance du Soudan                   |
| 27 mars                           | Fête de l'Unité |           | Commémore l'accord d’Addis-Abeba de 1972 |
| Varie selon le calendrier lunaire | Aïd el-Fitr     |           | Fin du mois musulman du Ramadan          |
| Varie selon le calendrier lunaire | Aïd al-Adha     |           | Fin du pèlerinage musulman à la Mecque   |

## Santé
En 2020, l'épidémie de COVID-19 au Soudan a alarmé les médecins en raison du manque d'équipements nécessaires sous forme de gants, masques et respirateurs. Malgré des ressources limitées, les médecins ont participé à une formation générale sur la manière de prévenir et juguler les infections, et les participants ont dû former leurs collègues et organiser leur service autant que possible. Le gouvernement a également pris des mesures fortes, telles que la fermeture d'écoles, d'aéroports, de ports et de frontières terrestres.
Le Soudan du Sud est l'un des pays avec le taux de vaccination contre le Covid-19 le plus bas au monde, distribuer des vaccins dans ce pays coûte beaucoup plus cher que de les acheter en raison de la médiocrité des infrastructures et de l'insécurité.

## Système éducatif
L'éducation au Soudan est gratuite et obligatoire pour les enfants âgés de 6 à 13 ans, bien que plus de 40 % des enfants n'aillent pas à l'école en raison de la situation économique. Des facteurs environnementaux et sociaux augmentent également la difficulté de se rendre à l'école, en particulier pour les filles. L'enseignement primaire dure huit ans et est suivi de trois ans d'enseignement secondaire. L'ancienne échelle éducative 6 + 3 + 3 a été modifiée en 1990. La langue principale à tous les niveaux est l'arabe. Les écoles sont concentrées dans les zones urbaines ; beaucoup d'entre elles, dans l'ouest, ont été endommagées ou détruites par des années de guerre civile. En 2001, la Banque mondiale a estimé que le taux de scolarisation dans le primaire était de 46 % des élèves éligibles et de 21 % des élèves du secondaire. Le taux de scolarisation varie considérablement, tombant en dessous de 20 % dans certaines provinces. Le taux d'alphabétisation est de 70,2 % de la population totale, 79,6 % pour les hommes et 60,8 % pour les femmes
L'université de Khartoum, fondée en 1902 sous le nom de Gordon Memorial College par le gouverneur britannique du Soudan Horatio Herbert Kitchener est renommée en université de Khartoum en 1951. En 2012, elle comptait quatre campus (trois à Khartoum même et un à Omdourman), 22 facultés, 1 600 enseignants, 45 000 étudiants dont 70 % de femmes.

## Condition féminine
Khalida Zahir est l’une des premières femmes médecins du pays et est restée dans les mémoires comme une des premières grandes figures féministes soudanaises. Elle cofonde en 1946 avec Fatima Talib la Société culturelle des femmes pour apprendre aux Soudanaises à lire et à écrire et leur donner des conseils sur la santé et la prévention des superstitions. En 1952, elle participe avec d'autres militantes à la création de l'Union des femmes soudanaises, une organisation politique qui mène campagne pour le suffrage féminin et le droit des femmes à travailler librement dans tous les domaines. D’autres mouvements apparaissent comme la Ligue des filles cultivées, l'Association pour la promotion de la femme et les Sœurs républicaines, branche féminine du groupe de réforme islamique, les Frères républicains. En plus de ces organisations spécifiquement féminines, les féministes soudanaises ont également rejoint le Parti communiste, qui était le seul parti politique au Soudan à accepter les femmes en tant que membres.
Après une période de laïcité qui favorise les droits des femmes entre les années 1950 et 1970, notamment à travers les lois sur l'égalité salariale et le droit d’être élue, un régime fondé sur une interprétation très conservatrice de la charia est instauré par le dictateur Gaafar Nimeiry en 1983, que réaffirme Omar el-Bechir lors de son arrivée au pouvoir en 1989. Ce régime fondamentaliste a globalement aggravé les discriminations au sein de la famille, restreint l’intégrité physique des Soudanaises, limité leur accès aux ressources productives et financières, et entravé leurs libertés civiles.
Dans l'indice d'inégalité de genre mis en place par le PNUD, le Soudan se place en 2018 au 129e rang. Le pays n'est pas signataire de la Convention sur l'élimination de toutes les formes de discrimination à l'égard des femmes, adoptée par l'ONU en 1979. Selon des ONG soudanaises, 15 000 femmes ont été condamnées à la flagellation en 2016.

### Filmographie
- The Good Lie